# Dolné Kočkovce
Dolné Kočkovce (ungarisch Alsókocskóc) ist ein Ort und eine Gemeinde im Okres Púchov des Trenčiansky kraj im Nordwesten der Slowakei. Die Zahl der Einwohner belief sich zum 31. Dezember 2024 auf 1177.

## Geographie
Die Gemeinde liegt am linken ufer der Waag im weiteren Waagtal, nur vier Kilometer von der Stadt Púchov entfernt.

## Geschichte
Der Ort wird zum ersten Mal 1332 in Beziehung auf eine Pfarrei erwähnt. 1462 tauchen getrennte Ortschaften Horné Kočkovce und Dolné Kočkovce auf. Im Mittelalter gab es im Ort einen Salzmarkt und einen königlichen Salzspeicher. Die Hauptbeschäftigung der Einwohner war Landwirtschaft, Imkerei und Fischerei. 
1980–1990 gehörte die Gemeinde administrativ zur Stadt Púchov.
2001 wurde eine neue römisch-katholische Kirche fertiggestellt.

## Bevölkerung
| Jahr:                | 1994. | 2004.   | 2014.   | 2024.   |
| -------------------- | ----- | ------- | ------- | ------- |
| Anzahl der Personen: | 1158  | 1196    | 1226    | 1177    |
| Unterschied:         |       | +3,28 % | +2,50 % | -3,99 % |

| Jahr:                | 2023. | 2024.   |
| -------------------- | ----- | ------- |
| Anzahl der Personen: | 1176  | 1177    |
| Unterschied:         |       | +0,08 % |